# 交響曲第1番 (ポポーフ)
《交響曲 第1番》作品7は、ガヴリイル・ポポーフが作曲した最初の交響曲。斬新な表現と内容をもつロシア・アヴァンギャルド音楽のひとつの典型であり、その特徴ゆえに旧ソ連において長らく上演禁止とされてきた。

## 成立と受容
1927年から1929年8月までに第1楽章の下書きが完成され、1930年2月までに終楽章（第3楽章）が準備された。1932年9月に、まだ草稿だった段階で、ボリショイ劇場とプラウダ紙によって提供された賞金を獲得し、1934年に全曲を完成し終えた。初演は1935年3月22日に、フリッツ・シュティードリーの指揮の下にレニングラード・フィルハーモニー管弦楽団によって行われた。。初演の翌日、レニングラードの検閲委員会は、本作を「我々に敵対する階級のイデオロギー」を反映するものと決め付けて、上演禁止とした。その後ソヴィエト当局は解禁したものの、1936年にポポーフを、ドミートリイ・ショスタコーヴィチとの交流を理由に、「形式主義者」であると宣言した。《交響曲 第1番》はその後もソ連で上演禁止の憂き目に遭い、結果的に1972年に作曲者が歿するまでまったく演奏されなかった。
ポポーフは、1936年の災難を受けて、その後のソヴィエト政府からの呪詛を恐れるあまり、作曲様式を切り替えた。内面での葛藤やアルコール依存症の悪化に苦しみながらも5つの交響曲を書き上げたが、これらは初期の独創性を喪った妥協の産物と見なされている。
《交響曲 第1番》は、1989年にゲンナジー・プロヴァトロフがモスクワ国立アカデミー交響楽団を指揮した録音によって名誉回復を遂げたが、国際的にそこそこ知られるようになったのは、テラーク・レーベルによる録音がきっかけとなっている。しかしながら依然として標準的なレパートリーとして定着するには至らず、珍曲や秘曲として扱われたままである。

## 楽曲構成
《交響曲 第1番》は、3楽章ながらも40分から50分の長さに及ぶ大作で、大編成のオーケストラが起用されている。
1. アレグロ・エネルジコ Allegro energico （21分～23分）
2. ラルゴ・コン・モト・エ・モルト・カンタービレ Largo con moto e molto cantabile （13分半～16分）
3. 終楽章「スケルツォとコーダ」。プレスティッシモ Finale: Scherzo e Coda.  Prestissimo （7分半～9分）

無名の作品ではありながらも、ポポーフの《交響曲 第1番》はソヴェト音楽の歴史において独自の地位を占めており、ドミートリイ・ショスタコーヴィチやアルフレート・シュニトケのような作曲家に影響を及ぼしている。ソヴェトの芸術が格段に自由だった時期に作曲されており、当時の前衛作曲家であるイーゴリ・ストラヴィンスキーやベラ・バルトーク、パウル・ヒンデミットや新ウィーン楽派に啓発されている。後期ロマン派の交響曲では、グスタフ・マーラーからの影響も見逃せない。
《交響曲 第1番》は、極めてダイナミックな作品であり、当時の西欧で流行した、表現主義音楽や自由な作曲様式を採用している。同じく3楽章を採るショスタコーヴィチの《交響曲 第4番》は、主にポポーフの《交響曲 第1番》に触発されている。皮肉なことにショスタコーヴィチは、芸術の抑圧が長期化する中、自作の《第4番》を初演前に回収しており、ショスタコーヴィチの《第4番》もポポーフの《第1番》に同じく、数十年もの間、演奏会場で取り上げられなかった。

## 註
1. ↑  Fanning, David.  'Gavril Popov: Symphony No. 1.'  Liner notes for Popov: Symphony No. 1, Op. 7; Shostakovich: Theme & Variations, Op. 3.  Telarc CD-80642, 2004.
2. ↑  Fay, Laurel E.  'Found: Shostakovich's Long-Lost Twin Brother'.  New York Times.  6 April 2003.
3. ↑  Fanning, D.  ibid.
4. ↑   Fay, L.E.  ibid.
5. ↑  Fay, L.E.  ibid.
6. ↑  Horton, Andrew J.  'The Forgotten Avant Garde: Soviet Composers Crushed by Stalin'.  Telford, Shropshire, UK: Central Europe Review.  1(1), 28 June 1999.
7. ↑  Clark, Bruce A.  Thesis: 'Dmitri Shostakovich, Politics, and Modern Music'  Providence, RI: Brown University, 1986.
8. ↑  Ross, Alex. 'The Popov Discontinuity'.  9 September 2004.
9. ↑  Fay, L.E. ibid.